# San Juan Bautista (1613)
San Juan Bautista – znany też pod nazwą „Date Maru”, japoński galeon zbudowany w 1613 roku na polecenie słynnego daimyō: Date Masamune. Był to jeden z pierwszych japońskich okrętów zbudowany według wzorów europejskich.

## Historia
Po wejściu do służby okręt udał się w październiku 1613 w podróż przez Pacyfik do Acapulco ze 180 osobami na pokładzie. Wśród pasażerów była japońska delegacja udająca się z wizytą dyplomatyczną do papieża Pawła V. Na czele misji stał samuraj Tsunenaga Hasekura. Był to pierwszy etap ich podróży. Po trzech miesiącach żeglugi okręt dotarł do Acapulco.
W kwietniu 1615 udał się w podróż powrotną do Japonii wraz z grupą pięćdziesięciu specjalistów z branży górniczej, którzy mieli pomóc w rozwoju górnictwa w Japonii. Na pokładzie okrętu znajdowała się także grupa franciszkanów, którzy mieli tworzyć placówkę religijną na terenach zarządzanych przez sioguna Ieyasu Tokugawę.
We wrześniu 1616 okręt ponownie udał się do Acapulco. Z powodu przedłużającej się podróży na jego pokładzie zmarło ok. stu marynarzy. Okręt przybył do celu podróży w maju 1617 r. W kwietniu 1618 „San Juan Bautista” dotarł do Filipin, gdzie został sprzedany Hiszpanom z myślą o wzmocnieniu obrony przeciwko Holendrom.
Tsunenaga Hasekura, którego misję dyplomatyczną zabezpieczał okręt, ostatecznie powrócił do Japonii w 1620 roku. W momencie jego powrotu chrześcijaństwo w Japonii straciło na znaczeniu, a kraj ten zmierzał w kierunku polityki całkowitego zamknięcia (sakoku) na kontakty ze światem zachodnim.

## Współczesna replika
W 1993 roku „San Juan Bautista” został zrekonstruowany na podstawie zachowanych opisów i rysunków. Obecnie jest częścią parku tematycznego w portowym mieście Ishinomaki.